# Harlow Curtice
Harlow Herbert Curtice (Flint, 15 de agosto de 1893 — 3 de novembro de 1962) foi um industrial automobilístico estadunidense que comandou a General Motors de 1953 a 1958. Foi eleito pela revista de notícia Time como Pessoa do Ano em 1955.